# Lancaster (entreprise)
Pour les articles homonymes, voir Lancaster.
Lancaster est une société française qui conçoit et fabrique des articles de maroquinerie de luxe, tels que des sacs à main, des sacs à dos, ou des accessoires, vendus dans plus de 1 000 points de vente intégrés. Son siège social est situé à Paris.

## Histoire
Lancaster a été fondée par Thomas Tchen en 1990,. En 1996, le premier sac de Lancaster appelé le Magic est lancé. En 2012, Lancaster acquiert la marque concurrente Sequoia Paris,. En 2011, le fourre-tout Nova est sorti avec des versions en pochette, sac à dos et sac polochon.Lancaster s'est associé à Karlie Kloss en 2012 pour promouvoir la marque sur le marché américain. À la suite de la poussée marketing sur le marché américain, les produits Lancaster ont été mis à disposition chez Nordstrom,. Le premier magasin de Lancaster, conçu par Ora-ïto, a été créé Rue Saint-Honoré à Paris en 2012.